# 렌부츠 미사코
렌부츠 미사코(蓮佛 美沙子, 1991년 2월 27일 ~)는 일본의 배우이다. 돗토리현 돗토리시에서 태어났으며, 별명은 렌짱이다.
2006년 영화 《이누가미가의 일족》으로 데뷔 후, 같은 해 《전학생》에서 주연을 맡아 제22회 다카사키 영화제 최우수 신인여우상을 받았다. 2013년 시라유리 여자대학을 졸업했다. 자신보다는 언니인 아라가키 유이와도 사이가 좋다.

## 수상
| 연도   | 상                           | 부문              | 작품                  | 결과 |
| ------ | ---------------------------- | ----------------- | --------------------- | ---- |
| 2007년 | 제81회 키네마 준보 베스트 10 | 신인여우상        | 《전학생》 《배터리》 | 수상 |
| 2007년 | 제22회 다카사키 영화제       | 최우수 신인여우상 | 《전학생》            | 수상 |

## 출연작

### 영화
- 2006년 《이누가미가의 일족》
- 2007년 《배터리》 - 야지마 마유 역 (헤로인)
- 2007년 《전학생》 - 사이토 가즈미 역 (주연)
- 2008년 《DIVE!!》 - 니시카와 쿄코 역
- 2008년 《극장판 메이저: 우정의 강속구》- 코가에 역 (목소리)
- 2009년 《이케와 나》 - 미사코, 미사에 역
- 2009년 《전율미궁 3D THE SHOCK LABYRINTH》 - 도야마 유키 역
- 2010년 《하나미즈키》 - 리츠코 역
- 2010년 《너에게 닿기를》 - 요시다 치즈루 역
- 2011년 《간주남 간주녀 - Boy? meeets girl?》 - 시로야마 카오리 역
- 2011년 《겐지 이야기: 천년의 수수께끼》 - 후지와라 노 쇼시 역
- 2012년 《리버》 - 히카리 역 (주연)
- 2012년 《에이트 레인저》 - 니시나 하루카 역
- 2014년 《고양이 사무라이》- 오우메 역
- 2014년 《백설공주 살인사건》 - 가리노 리사코 역

### 드라마
- 2007년 《유리의 어금니》 - 이시카와 리에코 역 (주연)
- 2008년 《나나세 다시 한 번》 - 히다 나나세 역 (주연)
- 2009년 《이중재판》 - 후루사와 히데미 역 (주연)
- 2010년 《레몬》 - 점원 역
- 2010년 《꿈을 찾는 방법을 가르쳐 줄게!2》 - 시마타니 아유미 역
- 2010년 《우리집의 신》
- 2010년 《Q10》 - 야마모토 타미코 역
- 2010년 《안녕 로빈슨 크루소》 - 미야 역
- 2011년 《전개걸》 - 시오타 소요코 역
- 2012년 《스트로베리 나이트》 - 나카가와 미치코 역 (제9화 - 최종화)
- 2012년 《PRICELESS~있을 리 없잖아, 그런 거!~》 - 히로세 요코 역
- 2013년 《잠입탐정 토카게》- 카오리 역 (헤로인)
- 2014년 《밤의 선생님》- 쿠로이 하나 역
- 2014년 《성녀》- 모토미야 이즈미역
- 2015년 《마루마루 아내》- 카제타니 아이 역
- 2015년 《신 나니와 금융도》- 요우코 역
- 2015년 《아임 홈》- 노자와 쇼코 역
- 2015년 《런치의 얏코짱》- 사와다 미치코 역
- 2015년 《37.5°C의 눈물》- 스기사키 모모코 역
- 2015년 《2030 저편의 가족》- 이타구라 에미이 역
- 2015년 《오판》- 모리타 마유미 역
- 2016년 《장인어른이라고 부르게 해줘》- 하나자와 미란 역
- 2016년 《오오쿠 2016》- 우타 역
- 2016년 《벳핀상》- 유리 역